# Варфоломей (Денисов)
Епи́скоп Варфоломе́й (в миру Алекса́ндр Анато́льевич Де́нисов; 26 февраля 1975, Струнино) — архиерей Русской православной церкви, епископ Балаковский и Николаевский.
Тезоименитство — 11 (24) июня (память апостола Варфоломея).

## Биография
Родился 26 февраля 1975 года в городе Струнино Владимирской области. Крещён во младенчестве. С детства посещал богослужения в Троице-Сергиевой лавре. С 1990 года нёс алтарно-клиросное послушание при храме Преображения Господня города Струнино.
В 1992 году окончил школу и поступил в Московскую духовную семинарию. В 1993—1995 годах служил в рядах Вооружённых сил РФ, после чего продолжил обучение в Московской духовной семинарии. В 1998 году, по окончании семинарии, поступил в Московскую духовную академию (МДА).
В 2002 года окончил МДА, защитив кандидатскую диссертацию по кафедре нравственного богословия на тему «Христианская этика межличностного общения».
По окончании МДА направлен Учебным комитетом Русской православной церкви в Саратовскую православную духовную семинарию (СПДС) для преподавательской работы. 25 июля 2002 года принят в состав преподавателей СПДС. 30 августа 2002 года назначен и. о. проректора по воспитательной работе, в 2003 году утверждён в этой должности.
24 июня 2004 года епископом Саратовским и Вольским Лонгином пострижен в монашество с именем Варфоломей в честь апостола Варфоломея, 27 июня тем же епископом рукоположён в сан иеродиакона, 4 июля — в сан иеромонаха. С июля 2004 года — штатный клирик храма в честь иконы Божией Матери «Утоли моя печали» города Саратова.
8 июля 2004 года включён в состав Епархиального совета Саратовской епархии. С 21 февраля 2005 года — член экзаменационной комиссии при Епархиальном совете Саратовской епархии по аттестации кандидатов на рукоположение в священный сан.
29 февраля 2008 год назначен первым проректором СПДС. С 4 мая 2008 года повторно включён в состав Епархиального совета Саратовской епархии.
19 апреля 2009 года возведён в сан игумена.
С 9 августа 2013 года — настоятель архиерейского подворья — храма апостола и евангелиста Иоанна Богослова при СПДС. С 27 июня 2014 года — заведующий кафедрой церковно-практических дисциплин СПДС. C 2016 года — член аттестационной комиссии Саратовской епархии.
В 2016 года окончил Саратовский государственный университет имени Н. Г. Чернышевского по направлению «Теология».
В 2016—2019 годах — эксперт Национального аккредитационного агентства в сфере образования.
14 сентября 2020 года назначен председателем ставленнической комиссии при Епархиальном совете Саратовской епархии.
20 ноября 2020 года решением номинационной комиссии Учебного комитета Русской православной церкви присвоено учёное звание доцента.

### Архиерейство
24 марта 2022 года решением Священного синода Русской православной церкви избран епископом Балаковским и Николаевским. 29 марта в крестовом храме священномученика Гермогена, епископа Тобольского, при Саратовском епархиальном управлении митрополитом Саратовским и Вольским Игнатием (Депутатовым) возведён в сан архимандрита. 6 апреля в храме Христа Спасителя в Москве состоялось его наречение во епископа Балаковского и Николаевского. 17 апреля, в Неделю ваий, праздник Входа Господня в Иерусалим в храме Христа Спасителя в Москве состоялась его епископская хиротония, которую совершили патриарх Кирилл, митрополит Воскресенский Дионисий (Порубай), митрополит Саратовский и Вольский Игнатий (Депутатов), епископ Балашовский и Ртищевский Тарасий (Владимиров), епископ Покровский и Николаевский Пахомий (Брусков), епископ Павло-Посадский Силуан (Вьюров), епископ Шахтинский и Миллеровский Симон (Морозов).
29 декабря 2022 года решением Священного Синода РПЦ утверждён священноархимандритом Иргизского Воскресенского мужского монастыря села Криволучье Балаковского района Саратовской области.
С 13 по 17 ноября 2023 года епископ Варфоломей прошёл обучение на курсах повышения квалификации для новопоставленных архиереев Русской православной церкви.

## Публикации
статьи
- Самый необычный вуз // Саратовский епархиальный вестник. 2006. — № 1. — С. 46-49.
- Основные аспекты христианской этики межличностного общения // Православная культура как основа духовного возрождения России. — 2007. — С. 111—118.
- Вступительное слово // Труды Саратовской православной духовной семинарии. 2007. — № 1. — С. 3-4.
- Антропология, сотириология, аскетика: связь и развитие в православном богословии // Труды Саратовской православной духовной семинарии. — Саратов : Изд-во Саратовской епархии, 2007. — Вып. 1. — С. 58-71.
- Таинство Крещения в контексте юридического и святоотеческого осмысления Искупления // Труды Саратовской православной духовной семинарии. — Саратов : Изд-во Саратовской епархии, 2008. — Вып. 2. — С. 104—116.
- Аскетический идеал христианства и его осуществление в монашестве южных славян // Труды Саратовской православной духовной семинарии. — Саратов : Изд-во Саратовской епархии, 2009. — Вып.3. — С. 54-62.
- Формы христианского аскетизма до зарождения монашества // Труды Саратовской православной духовной семинарии. — Саратов : Изд-во Саратовской епархии, 2010. — Вып. 4. — С. 30-39.
- Истоки нравственности в межличностных отношениях // Труды Саратовской православной духовной семинарии. — Саратов : Изд-во Саратовской митрополии, 2012. — Вып. 6. — С. 140—152.
- Концепция обожения в христианском богословии и в религиозных традициях Древнего мира // Труды Саратовской православной духовной семинарии. 2015. — № 9. — С. 172—193. (в соавторстве со свящ. А. В. Домрачевым)
- Вопрос об аскетической практике в исламе с точки зрения православного богословия // Труды Саратовской православной духовной семинарии. — Саратов: Изд-во Саратовской митрополии, 2016. Вып. 10. — С. 4-40. (в соавторстве с протоиереем Димитрием Полоховым)
- Православная этика и восточные культы // Межрегиональные Пименовские чтения. 2018. — Т. 15. — № 15. — С. 292—300. (в соавторстве с протоиереем Димитрием Полоховым)
- Стыд и совесть и их роль в формировании межличностных отношений // Молодежь: свобода и ответственность. — 2019. — С. 168—173
- Святоотеческое понимание истинной свободы и свободомыслие как основа формирования личностного мировоззрения в современном обществе // Молодежь: свобода и ответственность: сб. трудов XVI Межрегиональных образовательных Пименовских чтений. — Саратов: Изд-во Саратовской митрополии, 2019. — С. 310—314. (в соавторстве с М. А. Шиловой)
- Методы толкования Священного Писания Ветхого Завета у святителя Василия Великого // Труды Саратовской Православной Духовной семинарии. 2019. — Вып. 13. — С. 64-81
- Свобода воли как черта образа Божия в человеке // Труды Саратовской Православной Духовной семинарии. 2019. — Вып. 13. — С. 152—165 (в соавторстве с И. Литвиненко)
- Преподавание основ религиозных культур как фактор обеспечения светского образования: теологические и социальные аспекты // Молодежь: свобода и ответственность: сборник трудов XVI Межрегиональных образовательных Пименовских чтений. — Саратов: Изд-во Саратовской митрополии, 2019. — С. 233—240. (в соавторстве с М. О. Орловым)
- Гордость, тщеславие, эгоизм как причина делинквентных отношений // Нива Господня. Вестник Пензенской Духовной Семинарии. 2020. — № 2 (16). — С. 30-36.

книги
- Догматическое богословие : учебно-методическое пособие. — Саратов : Изд-во Саратовской митрополии, 2020. — 72 с. — ISBN 978-5-98599-212-0. (в соавторстве с протоиереем Владимиром Пархоменко)

интервью
- Воспитание будущих пастырей // eparhia-saratov.ru
- Игумен Варфоломей (Денисов): Наша цель — повысить уровень преподавателей в учебно-методической, законодательно-нормативной и педагогической области // sarpds.ru, 12 октябрь 2013

## Награды
Церковные:
- 2000 г. — Патриаршая грамота;
- 2013 г. — медаль «Спас Нерукотворный» II ст. (Саратовская епархия).